# Giovanni Gualdoni
Giovanni Gualdoni (Busto Arsizio, Varese, Italia, 8 de octubre de 1974) es un escritor y guionista de cómic italiano.

## Biografía
Estudió en la Escuela de Arte del Castillo Sforzesco de Milán. En 2001, fundó el Settemondi Studio, una cooperativa de jóvenes autores de cómics. En 2002, empezó a trabajar para el mercado francés, publicando la serie fantástica Akameshi, con dibujos de Stefano Turconi, editada por Soleil. Además, para Les Humanoïdes Associés escribió la saga de L'anneau de 7 mondes, con Matteo Piana y Davide Turotti, para Delcourt la serie Starlight, con Alberto Ponticelli y Davide Turotti, para Paquet Fataghenna y Teknogeo, escritas con Giustina Porcelli y dibujadas, respectivamente, por Stefano Turconi y Gianfranco Enrietto. En noviembre de 2005, publicó el primer álbum de Wondercity, una serie vendida en varios países (Francia, Italia, España, Croacia, Grecia, Turquía y Portugal). Para la editorial italiana Free Books realizó Dr. Voodoo, serie dibujada por Luigi Cavenago.
En 2006, escribió un episodio del cómic John Doe, de la editorial Eura. Ese mismo año, empezó a desempeñarse como redactor de la editorial Bonelli, para la que también escribió historias de Dylan Dog, Le Storie, Nathan Never y su spin-off Agenzia Alfa, Martin Mystère y Tex. De Dylan Dog fue también el coordenador desde 2010 a 2013. En 2007, con Marco Belli realizó los textos de L'ultima notte, dibujada por Werner Maresta con los colores de Donatella Melchionno. En 2008, publicó, junto a Chiara Caccivio, la novela para chicos  Il mistero del Qwid. Rumbler, editada por De Agostini, y en 2019 la novela "Leonardo da Vinci, il Rinascimento dei Morti, para Newton Compton. En agosto de 2016, debutó como guionista de cine, escribiendo el cortometraje de ciencia ficción Selezione Artificiale; en 2017, desarrolló el guion de otro corto, Rain.